# Bettina Fulco
Bettina Fulco (née le 23 octobre 1968 à Mar del Plata) est une joueuse de tennis argentine, professionnelle du milieu des années 1980 à 1998. Elle est aussi connue sous son nom de femme mariée, Bettina Fulco-Villella.
En 1988, elle a joué les quarts de finale à Roland-Garros (battue par Steffi Graf), sa meilleure performance en simple dans une épreuve du Grand Chelem.
Pendant sa carrière, Bettina Fulco a gagné trois titres WTA en double dames.
Elle a enfin représenté son pays en Fed Cup à la fin des années 1990.

## Palmarès

### Titre en simple dames
Aucun

### Finales en simple dames
| No | Date       | Nom et lieu du tournoi                          | Catégorie | Dotation | Surface      | Vainqueure   | Score    |          |
| -- | ---------- | ----------------------------------------------- | --------- | -------- | ------------ | ------------ | -------- | -------- |
| 1  | 13-10-1986 | Japan Open, Tokyo                               |           | 50 000 $ | Dur (ext.)   | Helen Kelesi | 6-2, 6-2 | Parcours |
| 2  | 25-04-1988 | International Championships of Spain, Barcelone | Tier V    | 50 000 $ | Terre (ext.) | Neige Dias   | 6-3, 6-3 | Parcours |

### Titres en double dames
| No | Date       | Nom et lieu du tournoi          | Catégorie | Dotation  | Surface      | Partenaire      | Finalistes                        | Score    |          |
| -- | ---------- | ------------------------------- | --------- | --------- | ------------ | --------------- | --------------------------------- | -------- | -------- |
| 1  | 07-11-1988 | Rainha Cup Guarujá              | Tier V    | 50 000 $  | Dur (ext.)   | Mercedes Paz    | Carin Bakkum Simone Schilder      | 6-3, 6-4 | Parcours |
| 2  | 26-11-1990 | Nivea Cup São Paulo             | Tier V    | 75 000 $  | Terre (ext.) | Eva Švíglerová  | Mary Pierce Luanne Spadea         | 7-5, 6-4 | Parcours |
| 3  | 15-07-1991 | Citroen Austrian Open Kitzbühel | Tier IV   | 150 000 $ | Terre (ext.) | Nicole Jagerman | Sandra Cecchini Patricia Tarabini | 7-5, 6-4 | Parcours |

### Finale en double dames
Aucune

## Parcours en Grand Chelem

### En simple dames
| Année | Open d'Australie | Open d'Australie | Internationaux de France | Internationaux de France | Wimbledon       | Wimbledon        | US Open         | US Open           |
| ----- | ---------------- | ---------------- | ------------------------ | ------------------------ | --------------- | ---------------- | --------------- | ----------------- |
| 1987  | -                | -                | 2e tour (1/32)           | Katerina Maleeva         | 3e tour (1/16)  | Dianne Balestrat | 1er tour (1/64) | Steffi Graf       |
| 1988  | -                | -                | 1/4 de finale            | Steffi Graf              | -               | -                | 1er tour (1/64) | Gabriela Sabatini |
| 1989  | -                | -                | 2e tour (1/32)           | Steffi Graf              | -               | -                | 1er tour (1/64) | Chris Evert       |
| 1990  | -                | -                | 1er tour (1/64)          | Mary Pierce              | -               | -                | 1er tour (1/64) | Sylvia Hanika     |
| 1991  | -                | -                | 3e tour (1/16)           | Arantxa Sánchez          | 2e tour (1/32)  | Pam Shriver      | 2e tour (1/32)  | Jo Durie          |
| 1992  | 1er tour (1/64)  | Alexia Dechaume  | 1er tour (1/64)          | Julie Halard             | 1er tour (1/64) | Mana Endo        | 1er tour (1/64) | Nanne Dahlman     |
| 1993  | 1er tour (1/64)  | Dominique Monami | 1er tour (1/64)          | Lori McNeil              | -               | -                | -               | -                 |
| 1994  | -                | -                | 1er tour (1/64)          | Petra Langrová           | 1er tour (1/64) | Marianne Werdel  | 1er tour (1/64) | Angélica Gavaldón |
| 1995  | 2e tour (1/32)   | Brenda Schultz   | -                        | -                        | -               | -                | -               | -                 |
| 1997  | 1er tour (1/64)  | Dominique Monami | -                        | -                        | -               | -                | -               | -                 |

À droite du résultat, l’ultime adversaire.

### En double dames
| Année | Open d'Australie             | Open d'Australie            | Internationaux de France     | Internationaux de France | Wimbledon                    | Wimbledon                | US Open                       | US Open                    |
| ----- | ---------------------------- | --------------------------- | ---------------------------- | ------------------------ | ---------------------------- | ------------------------ | ----------------------------- | -------------------------- |
| 1987  | -                            | -                           | 2e tour (1/16) G. Mosca      | B. Nagelsen E. Smylie    | 1er tour (1/32) G. Mosca     | Elna Reinach M. Reinach  | 1er tour (1/32) A. Holíková   | L. Antonoplis C. Monteiro  |
| 1988  | -                            | -                           | 2e tour (1/16) Emilse Raponi | K. Horvath Van Rensburg  | -                            | -                        | 1er tour (1/32) Emilse Raponi | C. Lindqvist Tine Scheuer  |
| 1989  | -                            | -                           | 2e tour (1/16) A. Villagrán  | Steffi Graf G. Sabatini  | -                            | -                        | 1er tour (1/32) Andrea Tiezzi | L. Ferrando Sabrina Goleš  |
| 1990  | -                            | -                           | 1er tour (1/32) F. Labat     | L. Neiland N. Zvereva    | -                            | -                        | 2e tour (1/16) L. Ferrando    | M. Bollegraf B. Schultz    |
| 1991  | -                            | -                           | 1er tour (1/32) R. Baranski  | A. Sánchez Helena Suková | -                            | -                        | 1er tour (1/32) N. Jagerman   | Jana Novotná L. Neiland    |
| 1992  | 2e tour (1/16) N. Jagerman   | A. Sánchez Helena Suková    | 1er tour (1/32) Rene Simpson | Monique Kiene M. Oremans | 1er tour (1/32) Jill Smoller | Leila Meskhi J. Wiesner  | 2e tour (1/16) V. Ruano       | Laura Arraya K. Habšudová  |
| 1993  | 1er tour (1/32) N. Baudone   | Joanne Limmer Kate McDonald | -                            | -                        | -                            | -                        | -                             | -                          |
| 1994  | -                            | -                           | 1er tour (1/32) Rika Hiraki  | N. Medvedeva L. Neiland  | 1er tour (1/32) Rika Hiraki  | M. Bollegraf Navrátilová | 1er tour (1/32) J. Kruger     | Petra Ritter N. van Lottum |
| 1995  | 1er tour (1/32) Rene Simpson | Nicole Arendt C. Singer     | -                            | -                        | -                            | -                        | -                             | -                          |

Sous le résultat, la partenaire ; à droite, l’ultime équipe adverse.

### En double mixte
| Année | Open d'Australie | Open d'Australie | Internationaux de France     | Internationaux de France   | Wimbledon | Wimbledon | US Open | US Open |
| ----- | ---------------- | ---------------- | ---------------------------- | -------------------------- | --------- | --------- | ------- | ------- |
| 1988  | -                | -                | 1er tour (1/32) José López   | Mercedes Paz H. de la Peña | -         | -         | -       | -       |
| 1989  | -                | -                | 2e tour (1/16) Borja Uribe   | B. Nagelsen Sergio Casal   | -         | -         | -       | -       |
| 1990  | -                | -                | 2e tour (1/16) Eduardo Masso | N. Medvedeva Kelly Jones   | -         | -         | -       | -       |

Sous le résultat, le partenaire ; à droite, l’ultime équipe adverse.

## Parcours aux Jeux olympiques

### En simple dames
| # | Date       | Nom de l'olympiade | Surface    | Résultat        | Ultime adversaire | Score     |          |
| - | ---------- | ------------------ | ---------- | --------------- | ----------------- | --------- | -------- |
| 1 | 20/09/1988 | Olympics Séoul     | Dur (ext.) | 1er tour (1/32) | Barbara Paulus    | 7-65, 6-4 | Parcours |

## Parcours en Coupe de la Fédération
| #                                                                                | Date       | Lieu      | Surface                             | Gagnante(s)                     | Perdante(s)                      | Score         |          |
|                                                                                  |            |           |                                     |                                 |                                  |               |          |
| 1987 - 1er tour (groupe mondial) - Argentine - Suisse - 3 : 0                    |            |           |                                     |                                 |                                  |               |          |
| 1                                                                                | 28/07/1987 | Vancouver |                                     | Bettina Fulco                   | Emanuela Zardo                   | 6-4, 6-2      | Parcours |
|                                                                                  |            |           |                                     |                                 |                                  |               |          |
| 1987 - 2e tour (groupe mondial) - Argentine - Nouvelle-Zélande - 3 : 0           |            |           |                                     |                                 |                                  |               |          |
| 2                                                                                | 28/07/1987 | Vancouver |                                     | Bettina Fulco                   | Julie Richardson                 | 6-3, 6-4      | Parcours |
|                                                                                  |            |           |                                     |                                 |                                  |               |          |
| 1987 - 1/4 de finale (groupe mondial) - Argentine - Allemagne de l'Ouest - 1 : 2 |            |           |                                     |                                 |                                  |               |          |
| 3                                                                                | 28/07/1987 | Vancouver |                                     | Claudia Kohde-Kilsch            | Bettina Fulco                    | 6-2, 6-2      | Parcours |
|                                                                                  |            |           |                                     |                                 |                                  |               |          |
| 1988 - 1er tour (groupe mondial) - Argentine - Grèce - 3 : 0                     |            |           |                                     |                                 |                                  |               |          |
| 4                                                                                | 05/12/1988 | Melbourne |                                     | Bettina Fulco                   | A. Kanellopoúlou                 | 1-6, 7-5, 6-3 | Parcours |
|                                                                                  |            |           |                                     |                                 |                                  |               |          |
| 1988 - 2e tour (groupe mondial) - Argentine - Danemark - 1 : 2                   |            |           |                                     |                                 |                                  |               |          |
| 5                                                                                | 05/12/1988 | Melbourne |                                     | Tine Scheuer-Larsen             | Bettina Fulco                    | 6-3, 6-2      | Parcours |
| 5                                                                                | 05/12/1988 | Melbourne | Henriette Kjaer Tine Scheuer-Larsen | Bettina Fulco Mercedes Paz      | 4-6, 7-66, 6-4                   |               | Parcours |
|                                                                                  |            |           |                                     |                                 |                                  |               |          |
| 1990 - 1er tour (groupe mondial) - Allemagne - Argentine - 2 : 1                 |            |           |                                     |                                 |                                  |               |          |
| 6                                                                                | 23/07/1990 | Atlanta   | Dur (ext.)                          | Anke Huber                      | Bettina Fulco                    | 6-1, 6-2      | Parcours |
| 6                                                                                | 23/07/1990 | Atlanta   | Dur (ext.)                          | Bettina Fulco Florencia Labat   | Isabel Cueto Wiltrud Probst      | 6-4, 6-2      | Parcours |
|                                                                                  |            |           |                                     |                                 |                                  |               |          |
| 1994 - 1er tour (groupe mondial) - Cuba - Argentine - 0 : 3                      |            |           |                                     |                                 |                                  |               |          |
| 7                                                                                | 18/07/1994 | Francfort | Terre (ext.)                        | Bettina Fulco Florencia Labat   | Yamile Cordova Yoannis Montesino | 6-1, 6-4      | Parcours |
|                                                                                  |            |           |                                     |                                 |                                  |               |          |
| 1994 - 2e tour (groupe mondial) - Espagne - Argentine - 3 : 0                    |            |           |                                     |                                 |                                  |               |          |
| 8                                                                                | 21/07/1994 | Francfort | Terre (ext.)                        | Angeles Montolio Virginia Ruano | Bettina Fulco Florencia Labat    | 6-1, 6-4      | Parcours |

## Classements WTA en fin de saison

### En simple
| Année | 1985 | 1986 | 1987 | 1988 | 1989 | 1990 | 1991 | 1992 | 1993 | 1994 | 1995 | 1996 | 1997 | 1998 |
| Rang  | 248  | 116  | 40   | 24   | 47   | 133  | 81   | 82   | 225  | 89   | 138  | 133  | 233  | 333  |

Source : (en) « Classements de Bettina Fulco », sur le site officiel du WTA Tour

### En double
| Année | 1986 | 1987 | 1988 | 1989 | 1990 | 1991 | 1992 | 1993 | 1994 | 1995 | 1996 | 1997 | 1998 |
| Rang  | 156  | 103  | 77   | 184  | 116  | 65   | 134  | 164  | 171  | 289  | 189  | 550  | 447  |

Source : (en) « Classements de Bettina Fulco », sur le site officiel du WTA Tour